# Controcorrente equatoriale
La controcorrente equatoriale, comunemente abbreviata in NECC dall'acronimo in lingua inglese North Equatorial Counter Current, è una corrente oceanica che fluisce in direzione est; è generata dall'effetto del vento e scorre ad una profondità di 10–15 m nell'Oceano Atlantico, Indiano e Pacifico.

## Caratteristiche
La controcorrente equatoriale è una corrente che fluisce da ovest verso est alla latitudine 3-10°N nei bacini dell'Oceano Atlantico, Indiano e Pacifico, tra la Corrente Equatoriale Nord (NEC) e la Corrente Equatoriale Sud (SEC). La Controcorrente equatoriale non va confusa con la Corrente di Cromwell (detta anche Sottocorrente equatoriale e abbreviata in EUC dall'acronimo in lingua inglese Equatorial Undercurrent) che scorre all'equatore anch'essa in direzione est ma a una profondità maggiore. Nell'Oceano Indiano la circolazione è dominata dall'impatto dei forti venti venti monsonici che hanno una ciclicità stagionale e tendono a invertire la loro direzione nel bacino. La NECC ha un ciclo stagionale molto pronunciato nell'Oceano Atlantico e nel Pacifico, raggiungendo la massima intensità tra la fine dell'estate e l'inizio dell'autunno boreale e raggiungendo il suo minimo tra la fine dell'inverno e la primavera. Nell'Atlantico in particolare, la NECC scompare del tutto tra la fine dell'inverno e la primavera.
La controcorrente equatoriale rappresenta un caso interessante in quanto deriva da una circolazione provocata dai venti e trasporta acqua contro lo sforzo tangenziale in direzione ovest dovuto al vento nei tropici. Questo apparente paradosso è spiegato dalla teoria di Sverdrup, che mostra che il trasporto in direzione est-ovest è governato dal cambiamento nord-sud del verso del rotore dello sforzo di taglio dovuto al vento.
È anche noto che la controcorrente equatoriale nell'Oceano Pacifico è più forte durante le fasi calde di El Niño-Oscillazione Meridionale (conosciuto con la sigla ENSO, acronimo dell'inglese El Niño-Southern Oscillation). Già l'oceanografo Klaus Wyrtki aveva suggerito che una NECC più forte portava all'accumulo di acqua calda nel Pacifico, dando luogo al fenomeno noto come El Niño.
Esiste anche una controcorrente equatoriale Sud (SECC) che trasporta acqua da ovest a est nell'Oceano Pacifico e Atlantico tra le latitudini 2°S e 5°S nei bacini occidentali, spingendosi anche più a sud in quelli orientali. Anche se la SECC è intrinsecamente una corrente geostrofica, il meccanismo fisico alla base della sua insorgenza è meno chiaro che per la NECC in quanto la teoria di Sverdrup non spiega la sua esistenza. Inoltre la stagionalità della SECC è meno ben definita di quella della NECC.